# Rudolf Eisler
 Der er for få eller ingen kildehenvisninger i denne artikel, hvilket er et problem. Du kan hjælpe ved at angive troværdige kilder til de påstande, som fremføres i artiklen.

Rudolf Eisler (født 7. januar 1873 i Wien, død 13. december 1926 sammesteds) var en østrigsk sociolog og filosof.
Eisler arbejdede som sekretær for Wiens Soziologische Gesellschaft. Han skrev bl.a. Einführung in der Philosophie (1897), Elemente der Logik (1898, 2. udgave 1910), Katechismus der Soziologie (1903), en kernefuld og ansporende håndbog, Allgemeine Kulturgeschichte (1904), Geschichte der Wissenschaften (1906), Geschichte des Monismus (1909), Wörterbuch der philosophischen Begriffe (3. udgave, 3 bind, 1909) og en større håndbog Philosophisches Lexikon (1912). I 1908 påbegyndte han udgivelsen af Philosophisch-soziologische Bücherei, som han redigerede. Det indeholdt forskellige værker, navnlig af samtidens betydeligste tænkere i oversættelse.